# Carly Rae Jepsen
Carly Rae Jepsen (sinh ngày 21 tháng 11 năm 1985) là một ca sĩ, nhạc sĩ và nữ diễn viên người Canada. Năm 2007, cô xếp vị trí thứ ba trong mùa thứ năm của Canadian Idol, và phát hành album phòng thu "Tug of War" (2008) một cách độc lập. Năm 2011, cô phát hành đĩa đơn "Call Me Maybe", đạt vị trí số một tại 18 quốc gia và trở thành đĩa đơn bán chạy nhất vào năm 2012. Cũng năm đó, Jepsen phát hành đĩa mở rộng, "Curiosity", và sau đó là album phòng thu thứ hai, "Kiss". "I Really Like You", đĩa đơn chính từ album phòng thu thứ ba của cô, "Emotion" (2015), đã lọt vào top 5 trên bảng xếp hạng ở Anh và đứng đầu ở Canada.
Jepsen đã nhận được nhiều giải thưởng, trong đó có ba giải Juno Awards, giải Billboard Music và giải Allan Slaight, cùng với đó là đề cử giải Grammy Awards, Emmy Awards, Giải thưởng Âm nhạc MTV, Polaris Music Prize và People's Choice Awards. Tính đến tháng 5 năm 2015, Jepsen đã bán được hơn 20 triệu bản nhạc trên toàn thế giới.

## Thời thơ ấu
Jepsen sinh ra tại Mission, British Columbia, bố mẹ cô là Alexandra và Larry Jepsen. Cha dượng của cô là Ron Lanzarotta.
Cô theo học trường trung học Heritage Park tại Mission, nơi cô theo đuổi niềm đam mê của mình với sân khấu âm nhạc với việc xuất hiện trong các sản phẩm âm nhạc học sinh Annie, Grease và The Wiz. Cô học nhạc kịch tại trường Cao đẳng Nghệ thuật biểu diễn Canada ở Victoria, British Columbia.

## Sự nghiệp âm nhạc

### 2007 - 2010: Ra mắt chính thức vàTug on War

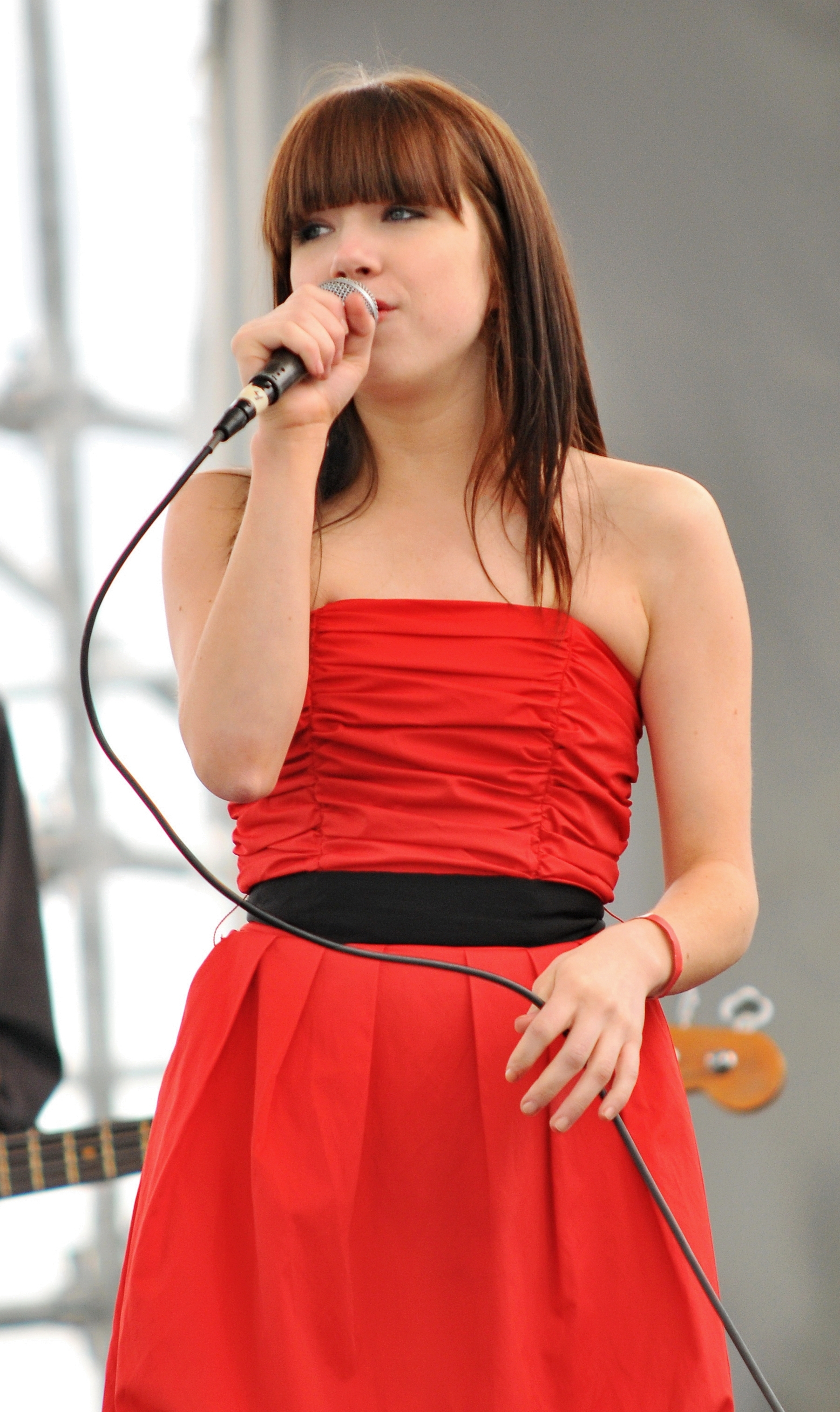
Carly Rae Jepsen biểu diễn năm 2010.

Sau khi tốt nghiệp, Jepsen đã có một số công việc với mức lương ổn định, với công việc pha chế đồ uống kiêm phục vụ tại một quầy bar. Jepsen đã luyện tập, mài dũa kỹ năng sáng tác của cô với một cây đàn guitar mà cha mẹ cô đã tặng. Trong năm 2007, quyết định theo đuổi sự nghiệp ca hát bắt đầu với việc than gia cuộc thi Thần tượng Âm nhạc Canada (Canadian Idol). Cô giành giải ba trong chương trình tham gia tour diễn Canada Idol Top 3. Sau khi kết thúc tour diễn, Jepsen trở lại British Columbia để tập trung vào việc viết, thu âm và hoàn thành ban nhạc của mình. Bản demo của cô thu hút sự chú ý của quản lý Jonathan Simkin và đã ký hợp đồng với cô. Jepsen thực hiện một hợp đồng thu âm độc quyền với MapleMusic Recordings và phân phối qua Fontana North.
Vào tháng 6 năm 2008, Jepsen phát hành đĩa đơn đầu tay của cô và một đĩa đơn khác là một bản cover ca khúc "Sunshine on My Shoulders" của John Denver. Album đầu tay của Jepsen, "Tug of War" đã được phát hành vào tháng 9 năm 2008 thông qua MapleCore / Fontana North. Album được sản xuất hoàn toàn bởi Ryan Stewart, bao gồm cả bài hát "Sweet Talker" mà Jepsen đã thử giọng trong buổi đầu tiên của Canadian Idol. "Tug of War" được phát hành lại qua nhãn 604 Records của Jonathan Simkin và phân phối qua Universal Music Group. Album đã bán được 10.000 bản tại Canada (theo Nielsen SoundScan). Ca khúc chủ đề "Tug of War" được phát hành cùng tháng với album và nhận được đề nghị phát sóng trên radio tại Canada, tiếp đến là hai đĩa đơn "Bucket" và "Sour Candy", song tấu với Josh Ramsay của Marianas Trench. Hai đĩa đơn đã đạt vị trí 40 trên bảng xếp hạng Canada Hot 100. Vào đầu năm 2009, Jepsen tham gia lưu diễn miền tây Canada với Marianas Trench và Shiloh. Sau đó cô tham gia tour diễn xuyên Canada với Marianas Trench, The New Cities và Mission District.

### 2011 - 2013: Thành công quốc tế vớiCuriosityvàKiss
Jepsen thu âm cho album thứ hai của mình vào năm 2011 với Josh Ramsy, Ryan Stewart và Tavish Crowe, đồng sáng tác ca khúc "Call Me Maybe" với cô, phát hành tại Canada vào Tháng 9 năm 2011. Vào tháng 1 năm 2012, ca sĩ nhạc pop người Canada, Justin Bieber, đã tweet về bài hát này với hàng triệu người theo dõi trên Twitter và trong tháng tiếp theo, bài hát đã xuất hiện trong một video virut, trong đó có Bieber, Selena Gomez và Ashley Tisdale cùng hát và nhảy múa theo ca khúc này. Quản lý của Bieber, Scooter Braun đã ký hợp đồng thu âm với Jepsen cho nhãn hiệu thu âm của riêng mình, Schoolboy Records, và hãng thu âm Interscope Records. Cô vẫn ký hợp đồng với 604 Records ở Canada và giữ Jonathan Simkin làm quản lý cho cô.

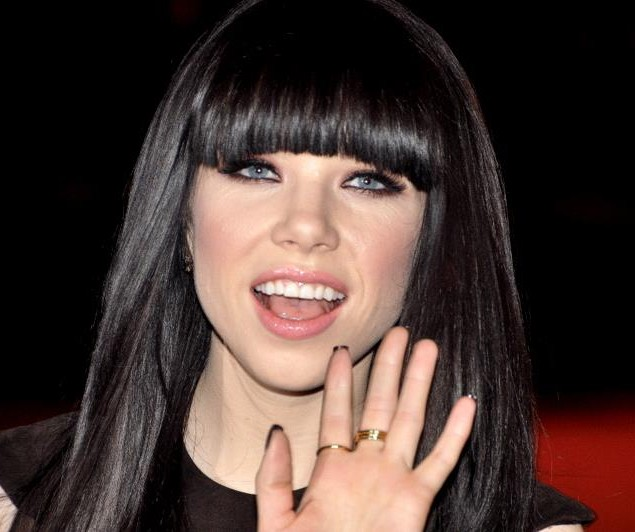
Jepsen tại Cannes, Pháp, trong lễ trao giải NRJ Music Award 2013

Việc phát hành album thứ hai của Jepsen đã được hoãn lại để "Call Me Maybe" phổ biến rộng rãi, mặc dù 604 Records đã phát hành EP "Curiosity" gồm sáu bài hát vào tháng 2 năm 2012 tại Canada. "Call Me Maybe" đứng ở vị trí số một trên Canadian Hot 100, giúp Jepsen trở thành nghệ sĩ Canada thứ tư đứng đầu bảng xếp hạng. Tại Hoa Kỳ, đĩa đơn dành vị trí thứ một trong 9 tuần trên bảng xếp hạng Billboard Hot 100, đạt danh hiệu "Song of the Summer" từ tạp chí Billboard. "Call Me Maybe" đứng đầu bảng xếp hạng ở 18 quốc gia, tại Vương quốc Anh, "Call Me Maybe" là đĩa đơn bán chạy thứ hai của năm. Đây là đĩa bán chạy nhất năm 2012 trên toàn thế giới, theo Liên đoàn công nghiệp đĩa nhạc quốc tế (IFPI).
Jepsen đã thu âm bản song ca "Good Time" với Own City được phát hành dưới dạng đĩa đơn vào tháng 6 năm 2012. Bài hát đạt vị trí thứ tám trên bảng xếp hạng Billboard Hot 100 và đứng trước album thứ hai của Jepsen, "Kiss" được phát hành vào tháng 9 năm 2012 và đạt vị trí top 10 trên bảng xếp hạng tại Úc, Anh, và Mỹ. "Kiss" có sự tham gia sáng tác và sản xuất của các nghệ sĩ Toby Gad, Matthew Koma, Bonnie McKee, Max Martin, Sara Quin (của Tegan and Sara), và Redfoo của LMFAO. Album đã đạt chứng nhận vàng của Music Canada và đã bán được 289.000 bản ở Mỹ. Sự thất bại của album "Kiss" là do sự quá phổ biến của "Call Me Maybe". MTV Hive viết rằng "Kiss là album nhạc pop hay nhất của năm nhưng không ai lắng nghe nó". Đĩa đơn tiếp theo "This Kiss" đã được phát hành vào tháng 9 năm 2012, theo sau là "Tonight I'm Getting Over You" vào tháng 1 năm 2013 nhưng không trở thành hit lớn. Vào cuối năm 2012, Jepsen đã xuất hiện trong 90210 mùa 5 của CW và trở thành phát ngôn viên cho nhà bán lẻ quần áo Wet Seal.
Jepsen đã nhận được giải "Ngôi sao mới nổi" tại Lễ trao giải Billboard Music 2012, cô là người Canada đầu tiên nhận được giải thưởng này. Tại lễ trao giải Juno năm 2013, "Kiss" đã giành được giải "Album của năm" và "Album nhạc pop của năm" và "Call Me Maybe" giành giải trong hạng mục "Đĩa dơn của năm". Đĩa đơn nhận được đề cử cho "Bài hát của năm" và giải "Pop Solo xuất sắc nhất" tại Lễ trao giải Grammy lần thứ 55. Trong năm 2013, Jepsen đã trở thành phát ngôn viên cho thương hiệu quần áo/giày dép Candie's. Vào tháng 6 năm 2013, "Kiss: The Remix", một album tổng hợp có chứa các bản remix của album "Kiss", được phát hành độc quyền tại Nhật Bản và đạt vị trí cao nhất 157 trên bảng xếp hạng Oricon. Từ tháng 6 đến tháng 10, Jepsen bắt tay vào The Summer Kiss Tour để quảng bá cho "Kiss" lưu diễn tại Bắc Mỹ và Châu Á.

### 2014 - nay:Emotion,Emotion: Side Bvà các dự án khác
Album thứ ba của Jepsen dự kiến sẽ ra mắt vào đầu năm 2014, nhưng cô tuyên bố rằng cô sẽ không vội vã ra mắt album và thay vào đó sẽ dành thời gian để đảm bảo chất lượng.
Từ tháng 2 năm 2014, Jepsen nhận vai Cinderella trong phiên bản Broadway của Cinderella, Rodgers & Hammerstein's Cinderella. Cô đóng vai trong mười hai tuần và đóng vai chính cùng với thành viên Fran Drescher.
Trong năm 2014, Jepsen, cùng với Josh Ramsay và Tavish Crowe nhận giải thưởng Achievement Award tại lễ trao giải SOCAN Awards ở Toronto.

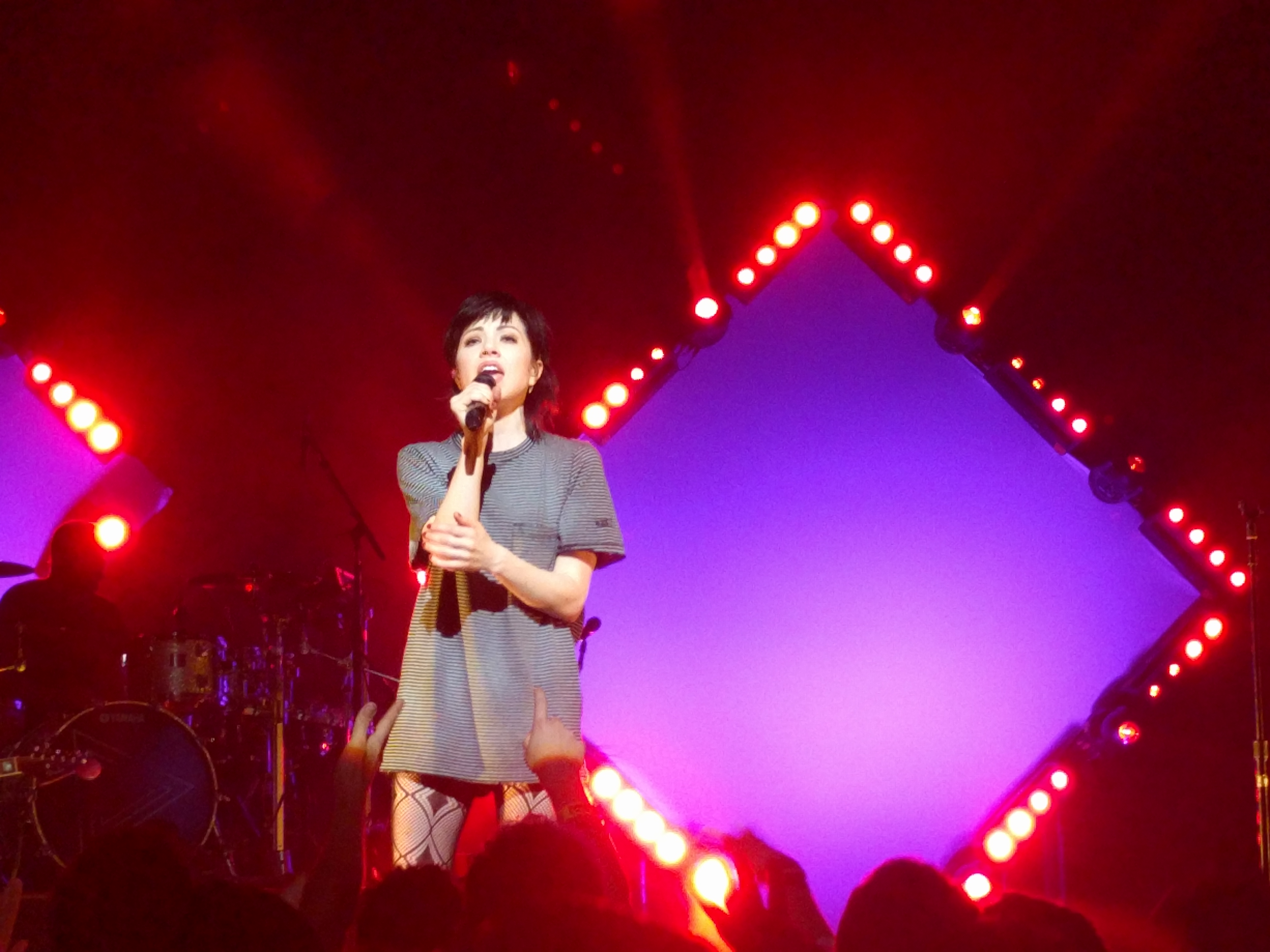
Jepsen biểu diễn năm 2016 tại Warfield Theatre, San Francisco, điểm dừng trong chuyến lưu diễn Gimmie Love Tour.

Jepsen phát hành đĩa đơn đầu tiên của album thứ ba, "I Really Like You", vào tháng 3 năm 2015. Cùng với một video âm nhạc, trong đó diễn viên Tom Hanks hát nhép và nhảy theo bài hát. Đĩa đơn đạt được vị trí 14 ở Canada và đạt được top 5 và top 40 tại Anh và Mỹ. Tháng sau đó, Jepsen đã biểu diễn ca khúc "All That " trong Saturday Night Live và được phát hành trên các cửa hàng âm nhạc kỹ thuật số vào ngày hôm sau. Album Emotion, đã được phát hành vào tháng 6 năm 2015 và đã nhận được những nhận xét tích cực. Album xuất hiện trên nhiều danh sách album cuối năm 2015. Emotion đạt đỉnh ở vị trí thứ 8 tại Canada và ở vị trí thứ 16 trên US Billboard 200. Album bao gồm các ca khúc hợp tác với Rostam Batmanglij (của Vampire Weekend), Sia Furler, Dev Hynes, Greg Kurstin và Ariel Rechtshaid. Đĩa đơn thứ hai của album, "Run Away with Me", được phát hành vào tháng 7.
Jepsen đã bắt tay vào "Gimmie Love Tour" để hỗ trợ quảng bá cho "Emotion", dọc theo bờ biển phía đông của Hoa Kỳ cũng như Nhật Bản vào tháng 11 năm 2015. Cuối năm 2015, Jepsen đã tham gia vào một phiên bản mới của bài hát Bleachers "Shadow "- phát hành trong album biên soạn "Terrible Thrills, Vol. 2" và phát hành một bản cover ca khúc "Last Christmas" của Wham!. Jepsen đã diễn vai Frenchy trong Grease Live, chương trình truyền hình trực tiếp của Fox về nhạc Grease vào ngày 31 tháng 1 năm 2016. Một công bố vào ngày 15 tháng 1 năm 2016 rằng một bài hát mới viết cho Jepsen được gọi là "All I Need Is an Angel" đã được thêm vào Grease Live. Nó được viết bởi Tom Kitt và Brian Yorkey. Jepsen đã thu âm ca khúc chủ đề cho loạt phim Fuller House của Netflix, được công chiếu vào tháng 2 năm 2016. Cũng trong năm 2016, Jepsen xuất hiện trong album đầu tiên của The Knocks 55.
Carly được đề cử giải Fan Choice cho giải thưởng Juno năm 2016.
Jepsen phát hành "Emotion: Side B" vào ngày 26 tháng 8 năm 2016. EP chứa 8 ca khúc được cắt từ "Emotion". EP đã được đề cập trong nhiều danh sách cuối năm của các ấn phẩm như Rolling Stone, Pitchfork, Stereogum, The A.V. Club, MuuMuse.
Vào ngày 26 tháng 5 năm 2017, Jepsen phát hành đĩa đơn "Cut to the Feeling". Bài hát ban đầu được dự định cho cả "Emotion" và "Emotion: Side B" nhưng cuối cùng lại được giữ lại và thay vào đó xuất hiện trong soundtrack của bộ phim hoạt hình Ballerina, trong đó Jepsen lồng tiếng cho một vai phụ.

## Ảnh hưởng âm nhạc
Jepsen nói rằng cô có sự ảnh hưởng với âm nhạc dân gian. Các nghệ sĩ như Leonard Cohen, Bruce Springsteen, James Taylor và Van Morrison là nguồn cảm hứng cho album đầu tay của cô, "Tug of War" (2008). Trong thời gian thu âm cho EP Curiosity và album thứ hai của cô, "Kiss", Jepsen nói rằng cô trở nên ngày càng bị ảnh hưởng bởi pop và nhạc dance, đặc biệt là các sáng tác của Dragonette, Kimbra, La Roux và Robyn. Album thứ ba của cô, "Emotion" (2015), đã lấy cảm hứng từ tình yêu của nhạc pop những năm 1980 và những album "old-school" của Cyndi Lauper, Madonna, and Prince. Jepsen cũng bày tỏ sự ngưỡng mộ đối với Cat Power, Christine and the Queens, Tegan and Sara, Bleachers, Bob Dylan, Sky Ferreira, Dev Hynes, Solange Knowles, Joni Mitchell, Sinéad O'Connor, Spice Girls, và Hank Williams.

## Hoạt động
Jepsen là một nhà hoạt động vì quyền của người đồng tính. Cô được dữ kiến sẽ biểu diễn tại Boy Scouts of America 2013 National Scout Jamboree, cùng với ban nhạc Train. Tháng 3 năm 2013, cả hai đều có cho rằng chính sách của BSA đối với người đồng tính là rào cản đối với hoạt động của họ. Jepsen phát đi một tuyên bố nói rằng: "Là một nghệ sĩ tin tưởng vào sự bình đẳng cho tất cả mọi người, tôi sẽ không tham gia vào Boy Scout of America Jamboree mùa hè này."

## Biểu diễn tạiCanadian Idol
Danh sách những màn biêu diễn của Jepsen tại Canadian Idol.
| Tập      | Ca khúc                              | Yêu cầu | Kết quả    |
| -------- | ------------------------------------ | ------- | ---------- |
| Audition | "Sweet Talker" (original)            | N/A     | Tiếp tục   |
| Top 80   | "I Try"                              | Duets   | Tiếp tục   |
| Top 40   | "Breathe (2 AM)"                     | N/A     | Tiếp tục   |
| Top 22   | "Put Your Records On"                | 11      | Tiếp tục   |
| Top 18   | "Sweet Ones"                         | 4       | Tiếp tục   |
| Top 14   | "Waiting in Vain"                    | 3       | Tiếp tục   |
| Top 10   | "Inside and Out"                     | 3       | Tiếp tục 3 |
| Top 9    | "Georgia on My Mind"                 | 5       | An toàn    |
| Top 8    | "Torn"                               | 7       | An toàn    |
| Top 7    | "Killer Queen"                       | 3       | Dưới 3     |
| Top 6    | "Come to My Window"                  | 4       | Dưới 3     |
| Top 5    | "Chuck E's in Love"                  | 4       | An toàn    |
| Top 4    | "My Heart Belongs to Daddy"          | 1       | An toàn    |
| Top 4    | "I Got It Bad (and That Ain't Good)" | 5       | An toàn    |
| Top 3    | "At Seventeen"                       | 3       | Bị loại    |
| Top 3    | "White Flag"                         | 6       | Bị loại    |

## Danh sách đĩa nhạc

### Album phòng thu
- Tug of War (2008)
- Kiss (2012)
- Emotion  (2015)
- Dedicated (2019)

### Đĩa mở rộng
- Curiosity (2012)

## Tours diễn
| Chính - The Summer Kiss Tour (2013) - Gimmie Love Tour (2015–16) Liên kết - Marianas Trench, The New Cities and The Mission District – Beside You Tour (2009) | Mở màn - Hanson – Shout It Out World Tour (Canada) (2012) - Justin Bieber – Believe Tour (Bắc Mĩ America, Châu Âu & Nam Mĩ) (2012/13) - Hedley – Hello World Tour (Canada) (2016) |

## Danh sách phim
| Năm  | Tiêu đề             | Vai                        | Ghi chú                                                                        |
| ---- | ------------------- | -------------------------- | ------------------------------------------------------------------------------ |
| 2007 | Canadian Idol       | Bản thân/thí sinh          | Mùa 5; Giải Ba                                                                 |
| 2012 | 90210               | Bản thân                   | Mùa 5 Tập 1: "Til Death Do Us Part"                                            |
| 2013 | Shake It Up         | Herself                    | Mùa 3 Episode 10: "My Fair Librarian It Up"                                    |
| 2015 | Saturday Night Live | Bản thân/Nghệ sĩ khách mời | Mùa 40 Tập 17: "Michael Keaton/Carly Rae Jepsen"                               |
| 2015 | Castle              | Bản thân                   | Mùa 7 Tập 22: "Dead from New York"                                             |
| 2015 | Comedy Bang! Bang!  | Bản thân                   | Mùa 4 Tập 24: "Carly Rae Jepsen Wears a Chunky Necklace and Black Ankle Boots" |
| 2016 | Grease: Live        | Frenchy                    | Đặc biệt                                                                       |

| Năm  | Tiêu đề             | Vai      | Ghi chú                   |
| ---- | ------------------- | -------- | ------------------------- |
| 2013 | Lennon or McCartney | Bản thân | Phim ngắn; Clip phỏng vấn |
| 2016 | Ballerina           | Odette   | Lồng tiếng                |

| Năm  | Tiêu đề                            | Vai  | Ghi chú |
| ---- | ---------------------------------- | ---- | ------- |
| 2014 | Rodgers + Hammerstein's Cinderella | Ella |         |

## Giải thưởng và đề cử
| Năm  | Lễ trao giải                  | Đề cử                                                                | Kết quả      |
| ---- | ----------------------------- | -------------------------------------------------------------------- | ------------ |
| 2010 | Canadian Radio Music Awards   | Bài hát của năm, "Tug of War"                                        | Đoạt giải    |
| 2010 | Western Canadian Music Awards | Bài hát của năm, "Tug of War"                                        | Đề cử        |
| 2010 | Juno Awards                   | Ca sĩ mới của năm                                                    | Đề cử        |
| 2010 | Juno Awards                   | Nhạc sĩ của năm (With Ryan Stewart)                                  | Đề cử        |
| 2010 | Much Music Video Awards       | Ca sĩ mới được yêu thích nhất                                        | Đề cử        |
| 2012 | Much Music Video Awards       | Video nhạc Pop của năm, "Call Me Maybe"                              | Đề cử        |
| 2012 | Much Music Video Awards       | Ca sĩ được yêu thích nhất                                            | Đề cử        |
| 2012 | Much Music Video Awards       | Video được xem nhiều nhất năm, "Call Me Maybe" "Till The World Blow" | Đoạt giải    |
| 2012 | Much Music Video Awards       | Video của năm, "Call Me Maybe"                                       | Đoạt giải    |
| 2012 | Much Music Video Awards       | Video được yêu thích nhất, "Call Me Maybe"                           | Đoạt giải    |
| 2012 | Teen Choice Awards            | Ca sĩ bùng nổ                                                        | Đoạt giải    |
| 2012 | Teen Choice Awards            | Bài hát mùa hè, "Call Me Maybe"                                      | Đoạt giải    |
| 2012 | Teen Choice Awards            | Nữ ca sĩ của năm                                                     | Đề cử        |
| 2012 | MTV Video Music Awards        | Ca sĩ mới được yêu thích nhất, "Call Me Maybe"                       | Chưa công bố |
| 2012 | Western Canadian Music Awards | Thu âm Pop của năm, "Curiosity"                                      | Chưa công bố |